# Негурень (Румунія)
Негурень, Негурені (рум. Negureni) — село у повіті Констанца в Румунії. Адміністративно підпорядковане місту Беняса.
Село розташоване на відстані 137 км на схід від Бухареста, 71 км на захід від Констанци, 149 км на південь від Галаца.

## Населення
За даними перепису населення 2002 року у селі проживали 799 осіб, усі — румуни. Усі жителі села рідною мовою назвали румунську.